# Rivolta albanese del 1911
La rivolta albanese del 1911 (detta anche rivolta malissori) fu una delle tante rivolte albanesi nell'impero ottomano e durò dal 24 marzo al 4 agosto 1911 nella regione della Malësia.

## Antefatti

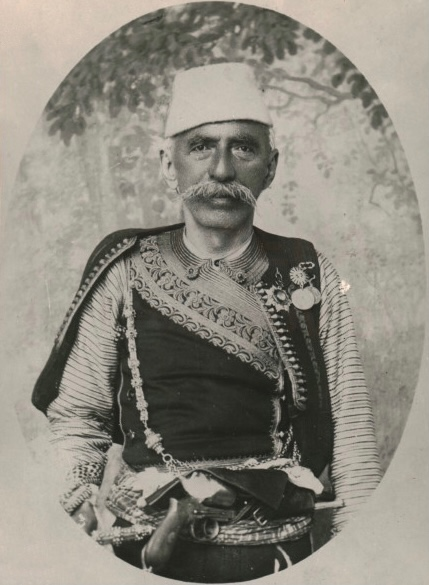
Ded Gjo Luli fu uno dei leader della rivolta

Il quartier generale principale dei ribelli era a Podgorica e il re Nicola I del Montenegro fornì armi agli insorti promettendo loro di offrire rifugio alle loro famiglie prima dell'inizio della rivolta.
Sebbene sia il re Nicola che il principe Danilo assicurassero all'ambasciatore ottomano che avrebbero osservato "la più rigorosa neutralità", era ovvio che il Regno del Montenegro era coinvolto in questa rivolta. Il generale Vukotić fu responsabile della distribuzione delle armi ai ribelli.
La strategia di Nicola era quella di fomentare i disordini nel nord dell'Albania e nel nord-ovest del Kosovo al punto da poter intervenire e annettere ulteriori territori al Montenegro. La maggior parte degli studi contemporanei concorda sul fatto che questa rivolta fu sostenuta dal Montenegro.
Nel febbraio 1911 venne fondato a Podgorica Il Comitato Nazionale Albanese, che si riunì sotto la guida di Nikolla bey Ivanaj e Sokol Baci affinché si organizzasse una rivolta.

## La rivolta

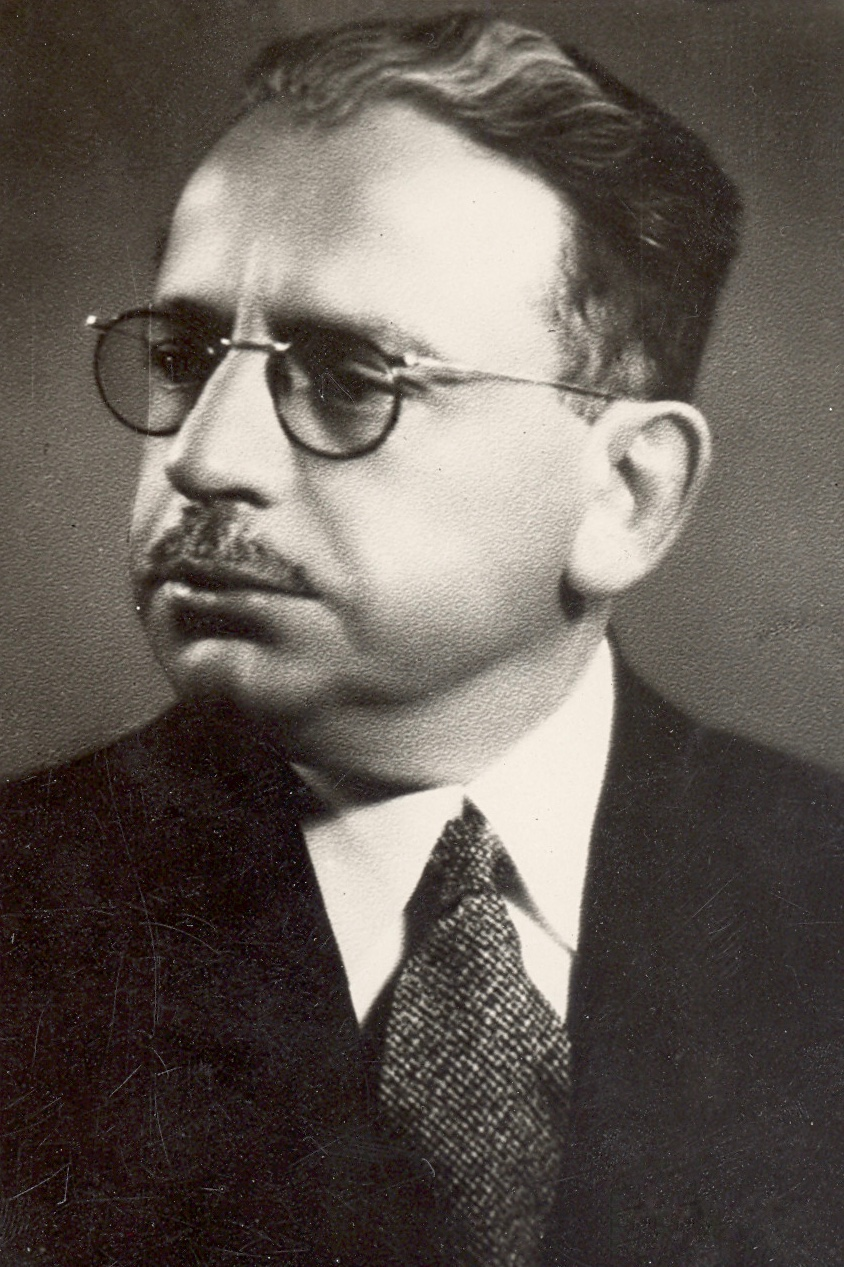
Terenzio Tocci proclamò l'indipendenza dell'Albania il 26 aprile 1911

Al fianco dei rivoltosi, le truppe montenegrine catturarono 12 soldati ottomani e li imprigionarono a Podgorica.
Il primo serio tentativo del governo ottomano di reprimere la rivolta ebbe come risultato la battaglia di Deçiq. Terenzio Tocci radunò i capi mirditi il 26 aprile 1911 a Orosh, proclamò l'indipendenza dell'Albania e issò la bandiera albanese per la prima volta dopo la morte di Scanderbeg (secondo Robert Elsie), istituendo un governo provvisorio. Shefqet Turgut Pasha rientrò nella regione con 8 000 soldati e proclamò la legge marziale offrendo un'amnistia a tutti i ribelli (ad eccezione dei capi malissori) qualora si fossero ritirati. Tocci fuggì dall'impero, abbandonando le sue attività.
Il 14 maggio 1911 Shefqet Turgut Pascià ordinò alle sue truppe di impadronirsi di Dečić, la collina che sovrastava Tuzi. Dopo quasi un mese di intensi combattimenti, i ribelli erano rimasti intrappolati e potevano solo scegliere tra morire combattendo, arrendersi o fuggire in Montenegro. La maggior parte dei ribelli scelse quest'ultima opzione, facendo del Montenegro una base strategica. Ismail Qemali e Tiranli Cemal bey giunsero in Montenegro dall'Italia, convincendo i ribelli ad attenersi al piano nazionalistico. Il 12 giugno il governo ottomano annunciò prematuramente la fine della rivolta.

### Memorandum di Gerče
Su iniziativa di Ismail Qemali, il 23 giugno 1911 si tenne nel villaggio montenegrino di Gerče un'assemblea tra i capi tribù della rivolta. La località diede il nome al Memorandum di Gërçe (a volte indicato come "Libro rosso" (Libri i Kuq) per il colore delle copertine), una serie di richieste rivolte sia all'Impero ottomano che all'Europa (in particolare alla Gran Bretagna). Questo memorandum fu firmato da 22 capi albanesi, quattro per ciascuna tribù tra Hoti, Gruda e Skrel, cinque dei Kastrati, tre dei Klementi e due dei Shale.

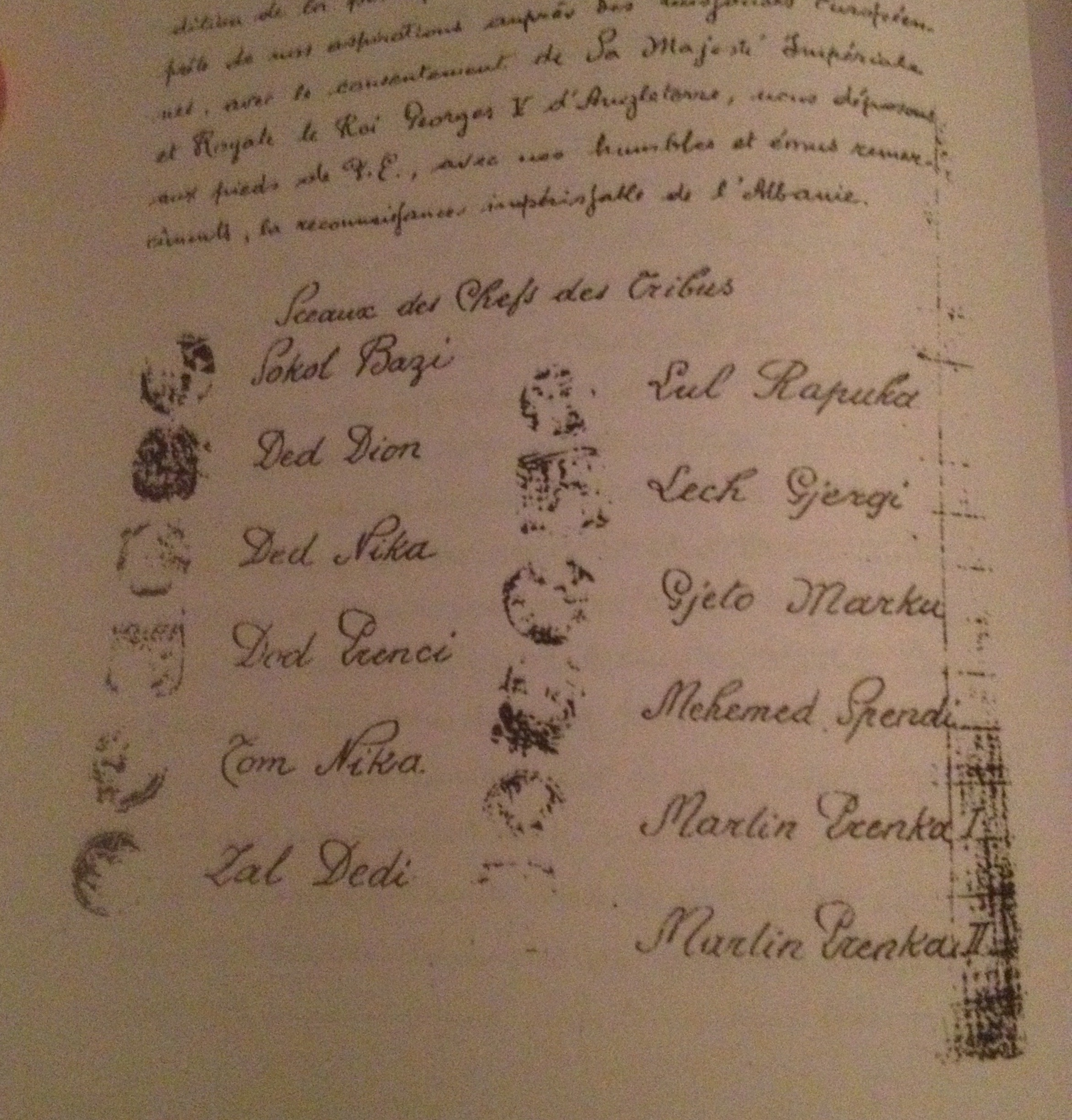
Copia del Memorandum di Gërçe (1911)

Le richieste di memorandum includevano:
1. L'amnistia generale per tutti i ribelli
2. Il riconoscimento dell'etnia albanese
3. L'elezione dei deputati di etnia albanese al Parlamento ottomano secondo il sistema proporzionale
4. Lo status ufficiale della lingua albanese sia a livello scolastico che amministrativo
5. Il servizio militare per gli uomini di etnia albanese solo in Albania durante i tempi di pace
6. La restituzione delle armi confiscate
7. Il risarcimento per tutte le proprietà albanesi danneggiate dalle truppe ottomane

Il memorandum venne consegnato ai rappresentanti delle grandi potenze a Cettigne, in Montenegro. Si trattava fondamentalmente di una risposta all'amnistia offerta dal comandante ottomano Shefqet Turgut Pasha.

### Attività delle grandi potenze

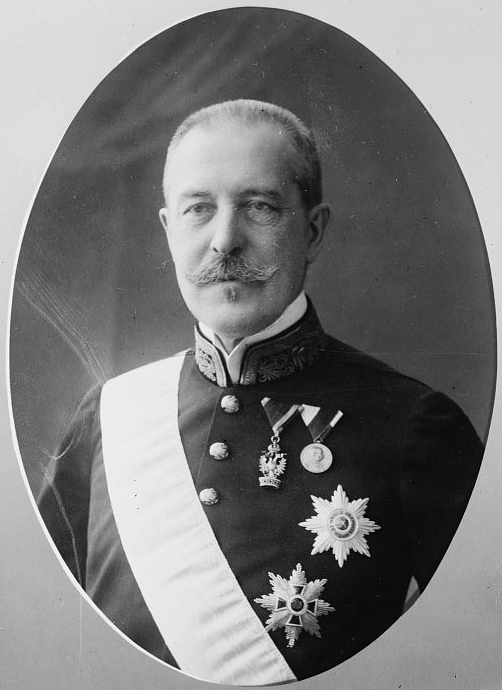
von Aehrenthal inviò la nota di avvertimento alla Sublime porta

Alla fine di maggio 1911 la Russia protestò contro le attività militari dell'esercito ottomano vicino al confine del Montenegro e inviò una nota al ministro degli Esteri ottomano. L’Impero russo era parecchio disposto a risolvere la crisi perché temeva che l’Austria-Ungheria potesse aumentare la sua influenza in Montenegro e sfruttare la crisi per invadere e annettere l’Albania. Anche Serbia e Italia credevano che l'Austria-Ungheria fosse responsabile della rivolta albanese, sospettando l'intenzione degli asburgici di intervenire nella regione. L'ambasciatore britannico a Vienna respinse tali accuse.
L'8 giugno il ministro degli esteri dell'Austria-Ungheria von Aehrenthal inviò una nota semiufficiale all'Impero ottomano informando la Sublime porta di un eventuale intervento della corona asburgica qualora gli scontri non fossero cessati. Anche i giornali cattolici di Vienna sollecitarono l'intervento austriaco in sostegno dei ribelli.

### Tentativi falliti di organizzare una rivolta nel nord e nel sud dell'Albania
Le rivolte albanesi nel periodo precedente la prima guerra balcanica furono organizzate principalmente nella regione della Malesia. Isa Boletini, uno dei leader degli insorti albanesi nel vilayet del Kosovo, si appellò agli albanesi del sud per unirsi ai ribelli kosovari. I membri della Shoqëria e zezë për shpëtim ("Società nera per la salvezza") organizzarono delle rivolte armate nel sud e istituirono comitati in diverse città, tra cui Coriza, Elbasan, Debar e Ohrid, tuttavia non riuscendo a mantenere il controllo su di essi perché ciascun comitato agì in maniera indipendente.

## Repressione della rivolta
Dopo la battaglia di Deçiq il governo ottomano decise di adottare mezzi pacifici per reprimere la rivolta, perché i frequenti scontri con gli albanesi attirarono l'attenzione delle grandi potenze europee.
L'11 giugno il sultano Mehmed V visitò Skopje, dove fu accolto con entusiasmo dalla popolazione locale insieme a due capi albanesi che giurarono fedeltà all'impero. Il 15 giugno, data di commemorazione della battaglia della Piana dei Merli, il sultano visitò il luogo della storica battaglia accolto da 100 000 persone. Durante la sua visita al vilayet del Kosovo firmò un'amnistia generale per tutti i partecipanti alle rivolte albanesi del 1910 e 1911 Venne accolto dal coro del seminario serbo-ortodosso con canti turchi e il viceconsole Milan Rakić aveva radunato un folto contingente di serbi, ma molti albanesi boicottarono l'evento.
I rappresentanti ottomani riuscirono a trattare separatamente con i leader albanesi nei vilayet del Kosovo e di Scutari placando i malissori ("montanari") dell'Albania settentrionale con un compromesso firmato a Podgorica. I diplomatici ottomani promisero di soddisfare la maggior parte delle richieste albanesi, come l'amnistia generale, l'apertura di scuole di lingua albanese e la restrizione secondo cui il servizio militare doveva essere svolto solo nel territorio dei vilayet con una consistente popolazione albanese. Altre richieste includevano l'obbligo per i funzionari amministrativi di imparare la lingua albanese e il permesso del possesso di armi.

## Conseguenze
La rivolta del 1911 fomentò il sentimento nazionalista albanese perché dimostrò che era impossibile mantenere l’unità della popolazione dell’Impero ottomano anche nel caso di una comunità musulmana. Il re montenegrino Nicola I compose la poesia Malisorski ustanak ( in serbo Малисорски устанак 1911?) in onore di questa rivolta.

## Bandiera

Bandiera issata a Deçiq da Kol Ded Gjoni.

Nella primavera del 1911 il poeta Palok Traboini, allora segretario personale di Ded Gjo Luli portò in dono ai rivoltosi tre bandiere, una delle quali fu spiegata per la prima volta presso la Chiesa di Traboini a Hot il 6 aprile 1911 da Kol Ded Gjoni, figlio di Ded Gjo Luli, e successivamente issata più volte dai suoi combattenti in cima al picco di Bratila. Sulla bandiera era posto un pezzo di stoffa con la scritta "Flamuri i Liris", mentre sull'asta compariva la statuina di un'aquila con le ali battenti. La bandiera aveva le sembianze di un labaro, nello stile delle legioni romane.
L'unica prova rimasta della bandiera è una fotografia di Kel Marubi che è attualmente archiviata presso il Museo nazionale della fotografia di Scutari.